# Ardentes
Ardentes is een gemeente in het Franse departement Indre (regio Centre-Val de Loire). De gemeente telde 3.747 inwoners op 1 januari 2022. De plaats maakt deel uit van het arrondissement Châteauroux.

## Geschiedenis
De plaats was een tussenstop op de Romeinse heerbaan tussen Argentomagus (Argenton-sur-Creuse) en Avaricum (Bourges). De kerk Saint-Vincent werd tussen de 11e en de 12e eeuw gebouwd op oudere bebouwing, uit de Gallo-Romeinse en de Merovingische tijd.
In 1882 opende het spoorwegstation van Ardentes. In 1969 werd het station gesloten voor reizigersverkeer.

## Geografie
De oppervlakte van Ardentes bedroeg op 1 januari 2022 62,09 vierkante kilometer; de bevolkingsdichtheid was toen 60,3 inwoners per km². De Indre stroomt door de gemeente.
De onderstaande kaart toont de ligging van Ardentes met de belangrijkste infrastructuur en aangrenzende gemeenten.

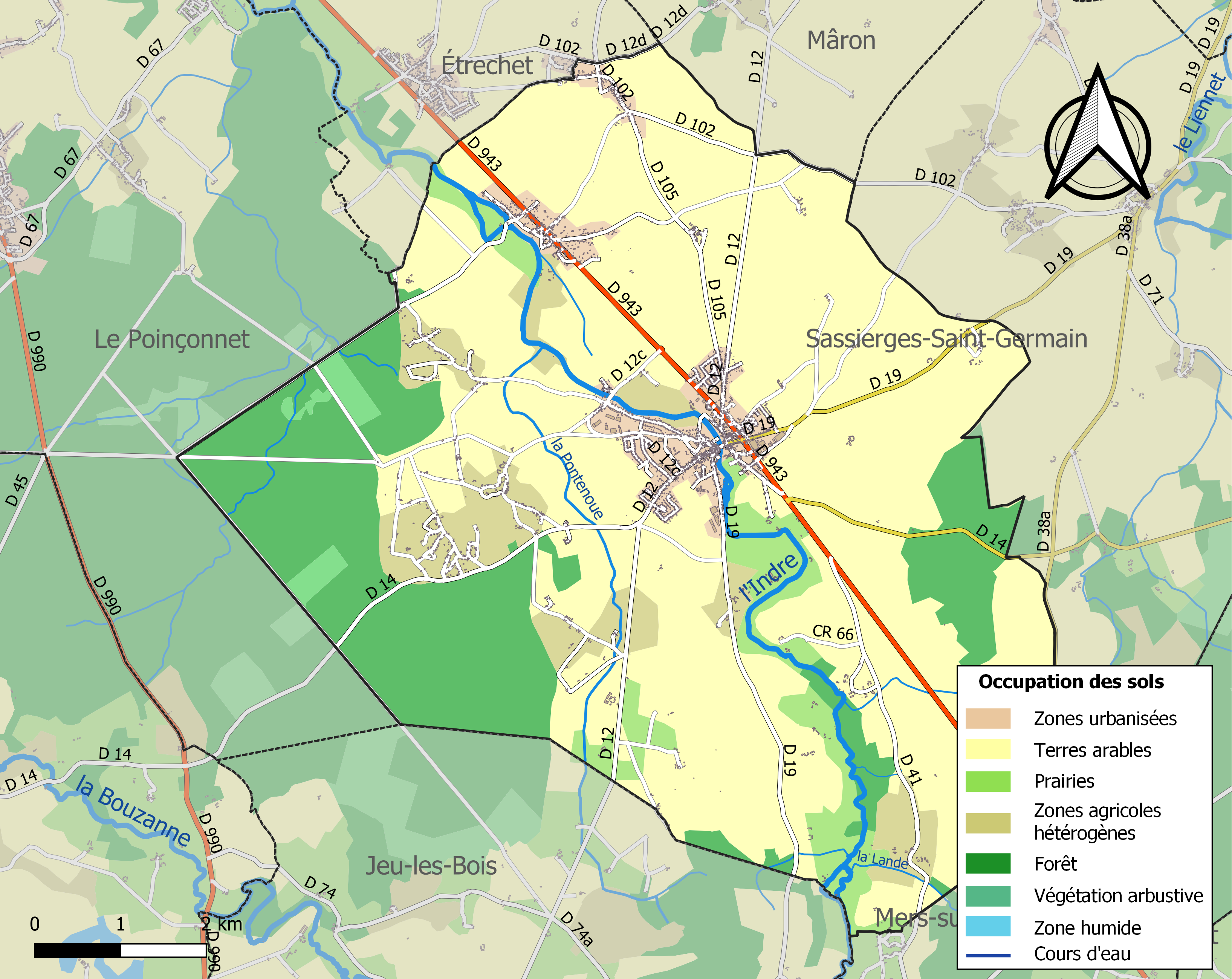

## Demografie
Onderstaande figuur toont het verloop van het inwonertal (bron: INSEE-tellingen).